# Show das Poderosas
«Show das Poderosas» es una canción de la cantante pop brasileña Anitta, grabada para su álbum de debut Anitta (2013). Fue compuesta por la propia y producida por Umberto Tavares y Manozinha.  Al servir como el segundo sencillo del disco, la obra fue lanzada el 16 de abril de 2013, digitalmente, en la tienda iTunes. La cantante interpretó "Show das Poderosas" varias veces, incluyendo en las giras musicales Show das Poderosas Tour (2013-14), Mi Lugar Tour (2014-15) y Bang Tour (2015-2016). La música quedó en primer lugar en iTunes Brasil, consecuentemente fue número uno en Brasil Hot 100 Airplay, y noveno en Portugal. La canción quedó en tercer lugar entre las 100 más tocadas de 2013 en Brasil. También fue la música que más vendió en el año 2013 en iTunes Brasil, haciendo de Anitta a la artista del año.

## Antecedentes
Al publicar un vídeo cantando "Soltinha", de la cantante Priscila Nocetti, la estudiante Larissa de Macedo Machado fue descubierta por el dee jay (DJ) Renato Azevedo, conocido como Batutinha. El DJ la invitó a una prueba, con el objetivo de saber si realmente cantaba bien y si tenía presencia de escenario. Azevedo quedó impresionado con la habilidad de la cantante y de las amigas en el stiletto - modalidad de baile sobre salto alto, popularizada por la estrella estadounidense Beyoncé ", describe Silvio Essinger, de El Globo. Con eso, decidió trabajar con ella. Una de las quejas de la artista era su nombre, que consideraba muy común; "La Anita", en una referencia al personaje principal de la miniserie Presencia de Anita (2001): "Anita tenía un misterio que despertaba la curiosidad de hombres, mujeres, de todo el mundo, era sólo una niña, pero, al mismo tiempo, , Una mujer, juguetona, sexy, pero no vulgar, me gustaba esa broma. Y en el caso de que no se conozca el nombre de "Anitta", con dos T, y la musicista estuvo de acuerdo. Anitta fue contratada por la productora de conciertos de funk carioca Huracán 2000, ya través de la misma lanzó cuatro bandas: "Menina Má", "Proposta", "Fica Só Olhando" y "Eu Vou ficar". En junio de 2012, su empresaria, Kamilla Fialho, pagó R$ 260 mil a la compañía, para que la artista fuera agenciada por ella. Fialho montó un espectáculo con músicos y bailarines, invirtió en la imagen de Anitta, y la presentó a los productores Umberto Tavares y Manozinha. Anitta pasó a ser codiciada por las grandes discográficas; Se quedó "enrollando" a dos de ellas hasta decidirse por Warner Music Brasil, con quien firmó en enero de 2013, y el 6 de febrero tuvo lugar el lanzamiento de su primer sencillo, "Meiga y Abusada", a través de la editorial discográfica.
Un día, Machado compuso dos bandas. Una se llamaba "Show das Poderosas", y la otra, "Tá Na Mira". La joven mostró ambas para su equipo, amigos y familia, afirmando que "Show das Poderosas" sería un divisor de aguas en su carrera, pero muchos no concordaron con su posición. Después de presentarlas a Warner, el sello decidió lanzar "Tá Na Mira", diciendo que la otra canción tenía una temática muy carioca, y que no sería capaz de lograr éxito en todos los estados brasileños y con todas las edades. Se hicieron video, foto y CD sencillo, pero la cantante no estaba de acuerdo con la decisión.  "Yo hablaba así: 'No, gente, ustedes están desperdiciando, no es eso, no es eso.' No me gustó el clip de 'Tá Na Mira', me pareció que se hizo horrible, hice todo llena de mala voluntad. Sin embargo, la discográfica permitió que la canción fuera lanzada, poniendo fin a los anhelos de la artista, que pedía al sello que hiciera esto sólo para dejarlo feliz. "Show das Poderosas" fue distribuida como sencillo para las radios ya través de descarga digital el 16 de abril de 2013.

## Video musical
Con la dirección de Thiago Calviño las filmaciones se produjeron en un teatro en el barrio Barra da Tijuca, en Río de Janeiro.  El video es todo en blanco y negro y contó con un cuerpo de ballet formado por 30 bailarines que juntos forman un "ejército". El cantante estadounidense Beyoncé, inspirado en el clip de "Run the World (Girls)", de la cantante estadounidense Beyoncé. En abril de 2015 se convirtió en el primer videoclip de un artista brasileño en llegar a 100 millones de visualizaciones en YouTube.

### Recepción y promoción
En el PopLine, Alex Alves comentó: "Toma una cantante de funk carioca que ya fue hasta MC del Furacão 2000, añade una avalancha de referencias en la línea Beyoncé y finaliza con una inmersión de actitud inspirada en las Pussycat Dolls. El resultado será Anitta, una de las mayores promesas de la música pop nacional en 2013." Algunos elementos del instrumental de la canción fueron comparados al instrumental del sencillo "Pon De Floor", del proyecto Major Lazer, instrumental que fue utilizado declaradamente en el sencillo "Run the World (Girls)", de Beyoncé.
En la Rede Globo ella participó en los programas Esquenta!, Caldeirão do Huck, Encontro com Fátima Bernardes y en el Mais Você, en el que participó por más de una hora. El 18 de agosto de 2013, Anitta fue al escenario del Domingão do Faustão, donde fue sorprendida por su bailarina Ariela, al decir que Anitta obliga a todos sentir el olor de su pum en la van, el asunto fue muy comentado y repercutido en las redes sociales. El 6 de abril de 2013, Anitta fue al escenario del programa televisivo Legendários en la Rede Record. En mayo de 2013 ella participó de los programas Pânico na Band y del Programa do Ratinho.

## Lista de canciones
- Sencillo CD/Descarga digital

| Show das Poderosas — Single |                      |          |  |
| N.º                         | Título               | Duración |  |
| 1.                          | «Show das Poderosas» | 2:30     |  |

## Créditos y personal
Créditos por «Anitta»:

### Personal
| - Composición – Larissa Machado - Producción – Mãozinha y Umberto Tavares - Mixing – Batutinha en Umberto Tavares - Ilustración – Larissa Machado |

## Posicionamiento
| País     | Lista                                  | Mejor posición |
| -------- | -------------------------------------- | -------------- |
| Brasil   | Brasil Hot 100 Airplay                 | 2              |
| Brasil   | Billboard Regional São Paulo Hot Songs | 2              |
| Portugal | Portugal Hot Pop 100                   | 18             |

## Premios
| Año  | Ceremonia                                  | Categoría       | Resultado |
| ---- | ------------------------------------------ | --------------- | --------- |
| 2013 | Prêmio Multishow de Música Brasileira 2013 | Música-Chiclete | Ganadora  |